# Liste der Countys in New Hampshire

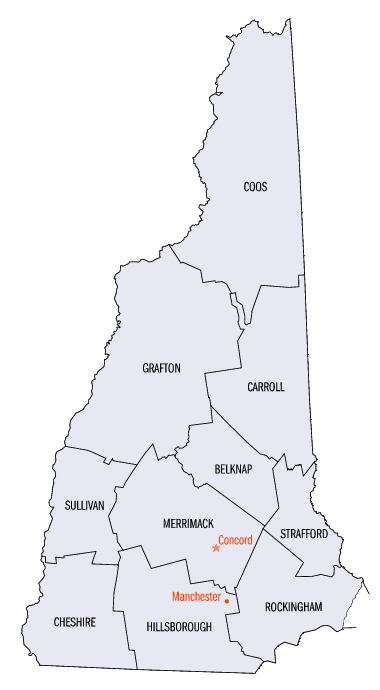
Countys in New Hampshire

Der US-Bundesstaat New Hampshire ist in 10 Countys unterteilt:
| County              | Einwohnerzahl | Fläche (km²) | Bevölkerungsdichte | Verwaltungssitz       |
| ------------------- | ------------- | ------------ | ------------------ | --------------------- |
| Belknap County      | 56.325        | 1.213,5      | 46,4               | Laconia               |
| Carroll County      | 43.666        | 2.569,9      | 17,0               | Ossipee               |
| Cheshire County     | 73.825        | 1.888,5      | 39,09              | Keene                 |
| Coos County         | 33.111        | 4.743,41     | 7,0                | Lancaster             |
| Grafton County      | 81.743        | 4.532,69     | 18,03              | Haverhill             |
| Hillsborough County | 380.851       | 2.310,8      | 164,8              | Manchester und Nashua |
| Merrimack County    | 136.225       | 2.477,3      | 55,0               | Concord               |
| Rockingham County   | 277.359       | 2.056,3      | 134,9              | Brentwood             |
| Strafford County    | 112.233       | 994,3        | 122,9              | Dover                 |
| Sullivan County     | 40.458        | 1.429,47     | 28,3               | Newport               |

## Geschichte
New Hampshire wurde 1769 in fünf Countys eingeteilt. Der Begriff leitet sich von den Grafschaften (engl. counties) in Großbritannien ab. Die fünf Countys waren:
- Cheshire County, benannt nach der Grafschaft Cheshire in England
- Grafton County, benannt nach dem britischen Premierminister Augustus FitzRoy, 3. Duke of Grafton
- Hillsborough County, benannt nach dem britischen Politiker Wills Hill, 1. Marquess of Downshire
- Rockingham County, benannt nach Premierminister Charles Watson-Wentworth, 2. Marquess of Rockingham
- Strafford County, benannt nach William Wentworth, 2. Earl of Strafford

Später wurden immer wieder neue Countys aus Teilen von anderen Countys gebildet, dies waren:
- 1803 wurde aus der nördlichen Hälfte von Grafton County, in der jedoch deutlich weniger Menschen lebten, Coos County gebildet. Der Name des neuen Countys leitet sich von einem Indianer-Wort ab, welches die Biegung des Flusses Connecticut bezeichnet.
- 1823 wurde Merrimack County aus Teilen von Hillsborough und Rockingham County gebildet. Neuer Verwaltungssitz wurde Concord, die Hauptstadt New Hampshires. Benannt wurde es nach dem Fluss Merrimack River, der den kompletten Bundesstaat von Norden nach Süden durchfließt.
- 1827 wurde Sullivan County aus Teilen von Cheshire County gebildet und nach John Sullivan benannt.
- 1840 wurde aus den nördlicheren 70 % von Strafford County, in dem jedoch nur die Hälfte der Bevölkerung lebte, Carroll County gebildet. Benannt wurde es nach Charles Carroll, einem Unterzeichner der Amerikanischen Unabhängigkeit. Strafford County ist somit das kleinste County in New Hampshire.
- Ebenfalls 1840 wurde aus Teilen von Merrimack County und Strafford County Belknap County gegründet. Benannt wurde es nach Jeremy Belknap, einem Historiker aus New Hampshire.

Seit 1840 wurden keine neuen Countys mehr gebildet.